# Trangie
Trangie är en ort i Australien. Den ligger i kommunen Narromine och delstaten New South Wales, i den sydöstra delen av landet, omkring 360 kilometer nordväst om delstatshuvudstaden Sydney. Antalet invånare är 866.
Trakten runt Trangie är nära nog obefolkad, med mindre än två invånare per kvadratkilometer.. Det finns inga andra samhällen i närheten.
Trakten runt Trangie består till största delen av jordbruksmark.  Genomsnittlig årsnederbörd är 641 millimeter. Den regnigaste månaden är mars, med i genomsnitt 104 mm nederbörd, och den torraste är oktober, med 9 mm nederbörd.